# 押小路実富
押小路実富（おしこうじ さねとみ、寛延2年〈1749年〉10月27日 - 文政9年〈1826年〉12月7日）は、江戸時代後期の公卿。

## 官歴
- 宝暦3年（1753年）：従五位下
- 宝暦8年（1758年）：従五位上、右馬権頭
- 宝暦12年（1762年）：正五位下
- 明和3年（1766年）：従四位下
- 明和7年（1770年）：従四位上、左近衛権少将
- 安永3年（1774年）：正四位下
- 安永5年（1776年）：右近衛権中将
- 安永6年（1777年）：従三位
- 天明2年（1782年）：正三位
- 寛政9年（1797年）：参議、左権中将、従二位
- 文化10年（1813年）：権中納言
- 文化11年（1814年）：権大納言
- 文化12年（1815年）：正二位

## 系譜
- 父：押小路従季（清水谷雅季の次男）
- 母：五辻盛仲の娘
- 妻：不明
  - 女子：当子
  - 女子：敬（押小路公岑の妻）
  - 男子：孟丸
  - 女子：都瑠
  - 女子：豊（植松雅恭の妻）
- 養子
  - 男子：押小路公岑（三条西実称の次男）
  - 男子：押小路実茂（三条実起の次男）